# Victor Leemans
Victor Leemans (21. července 1901, Stekene – 3. března 1971, Lovaň) byl belgický politik. V letech 1965 až 1966 byl předsedou Evropského parlamentu.
Vystudoval sociologii na École pratique des hautes études v Paříži, poté učil na Katolické univerzitě v Lovani. Ve 30. letech vstoupil do politického života jako radikální vlámský nacionalista a člen fašistické organizace Verdinaso. V roce 1936 se stal prezidentem fašistického odborového svazu Arbeidsorde, který měl blízko ke straně Vlaamsch Nationaal Verbond (jež později kolaborovala s německými okupanty) a valonským rexistům. On sám za německé okupace zastával poměrně vysoké funkce. 14. srpna 1940 byl na nátlak německých okupantů jmenován generálním tajemníkem ministerstva hospodářství a z této pozice založil některé hospodářské orgány okupační správy a reformoval belgickou ekonomiku podle německého vzoru. Po válce byl obviněn z kolaborace s nacisty, jeho případ projednával vojenský soud. V roce 1948 byl shledán nevinným s tím, že „nejednal s úmyslem ublížit a nenese odpovědnost za to, co udělali jím jmenovaní pracovníci". Vzápětí vstoupil do Křesťansko-sociální strany (PSC-CVP). Roku 1949 za ní byl zvolen do horní komory parlamentu (Senátu), v letech 1964–1971 byl předsedou Senátu. V letech 1958–1971 byl poslancem Evropského parlamentu, který rok i vedl. Když se ujal funkce, tisk široce přetřásal jeho krajně pravicovou minulost. Odbojové organizace žádaly jeho odstoupení z této funkce.